# 千歳清掃工場

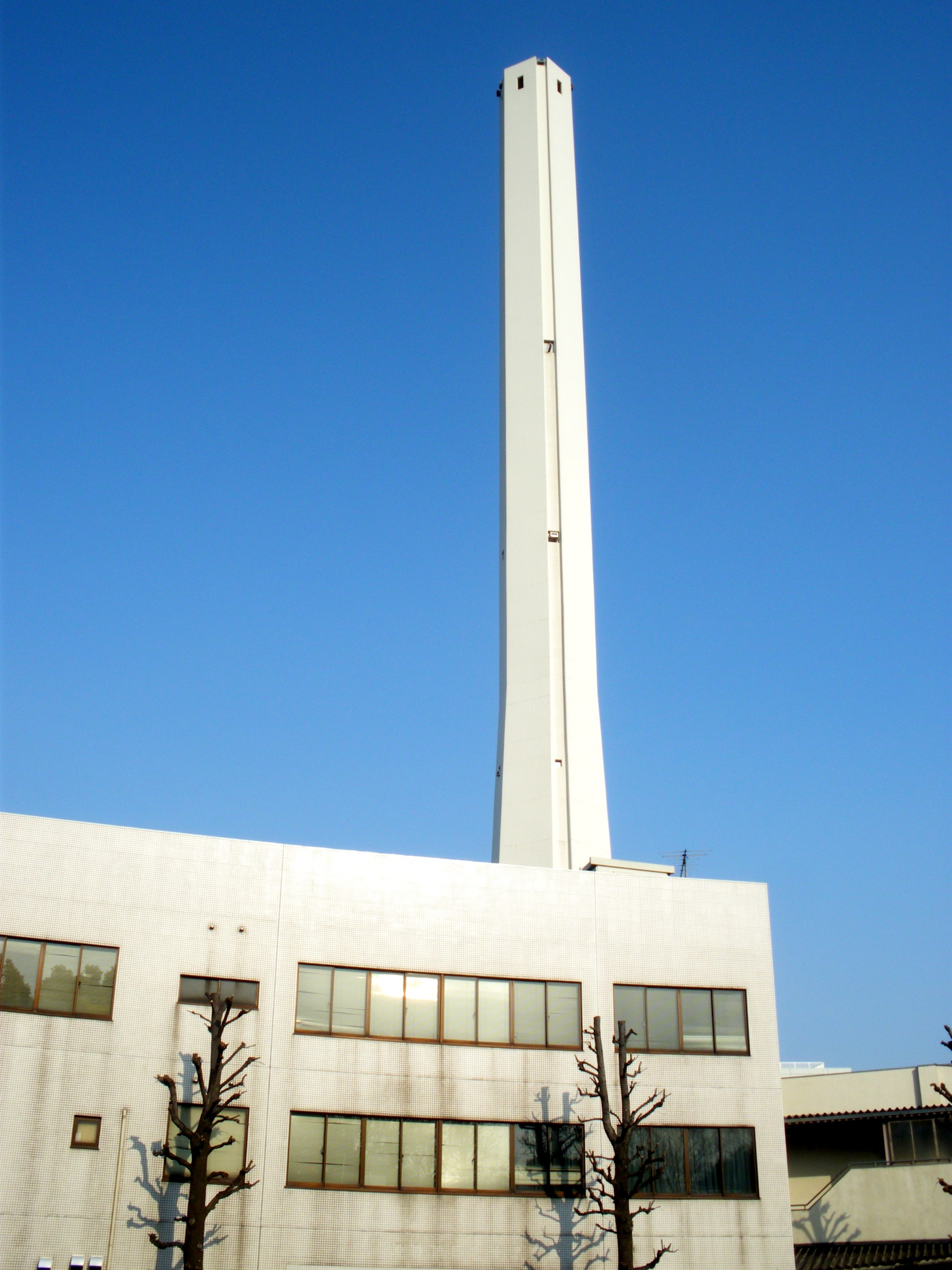
千歳清掃工場

千歳清掃工場（ちとせせいそうこうじょう）は、東京都世田谷区八幡山2-7-1にある東京二十三区清掃一部事務組合運営の清掃工場。

## 概要
初代は塵芥焼却場として昭和16年に着工したが、太平洋戦争による工事中断が10年間あり、1955年（昭和30年）8月に完成した。23区内では戦後初の清掃工場であった。
2代目は、昭和42年10月に着工し、昭和46年3月に完成した。円筒の高さは100mであった。
現在の3代目の工場は1996年（平成8年）3月に竣工した工場である。
600トン/日の焼却能力を持つ。隣接する千歳温水プールに給熱配給している。